# Маргарета Ебнер
Света Маргарета Ебнер (око 1291 - 20. јун 1351) била је немачка доминиканка, члан реда "Божијих пријатеља" и католичка светитељка.

## Биографија
Маргарета Ебнер рођена је око 1291. године у Донауверту у Швабији. Отац јој је био Хенри Ебнер Млађи. Породица Ебнер била је имућна. Упркос томе, Маргарета је у 14. или 15. години живота приступила доминиканском манастиру у Медингену. У периоду од 1314. до 1326. године оболела је од разних болести. Живот у манастиру прекинут је избијањем рата због чега се морала вратити у родну кућу. Када се стање примирило, Маргарета се вратила у манастир. Године 1332. упознала је свештеника Хенрика од Нордлингена који је био у пролазу кроз Мединген. Он ју је инсприсао да настави са израдом својих духовних белешки коју је започела још када се први пут замонашила. Маргаретин дневник представља извор за проучавање живота доминиканки, а и самог Маргаретиног живота. Темељно је описала свакодневни живот калуђерица. 

## Божији пријатељи
Маргарета је живела у периоду велике кризе католичке цркве под називом „Авињонско папство“. Авињонске папе биле су противнички настројене ка Светом римском царству што је, свакако, јако погађало немачку цркву. Тако је у немачкој створен круг „Божијих пријатеља“. Залагали су се за повратак цркве хришћанским вредностима, одбацивање раскошног живота свештеника, слично каснијим протестантима. Чинили су га најбољи свештеници, монаси и световњаци Немачке. Маргарета је припадала средњем кругу „Божијих пријатеља“. Оснивач реда, Јован Таулер (1300-1361) био је заинтересован за Маргаретин рад. Контакт са Јованом Таулером учинио је Маргарету познату у реду „Божијих пријатеља“. 

## Смрт и беатификација
Маргарета је преминула 20. јуна 1351. године. Беатификовао ју је папа Јован Павле ΙΙ 24. фебруара 1979. године. Католичка црква обележава Маргарету 20. јуна. 